# 美濃加茂市文化会館
美濃加茂市文化会館（みのかもしぶんかかいかん）とは、岐阜県美濃加茂市にある公共施設（文化普及支援施設）。
愛称はかも～る。

## 概要
- 芸術文化及び社会教育の振興、福祉の増進のための施設である。
- 1979年（昭和54年）7月5日に起工式を行い、1980年（昭和55年）8月完成。同年11月に開館。2019年（令和元年）10月から2021年（令和3年）9月にかけて大規模改修工事が行われ、2021年（令和3年）10月1日に新装となった[1]。
- 南に木曽川（日本ライン）を望める。

## 施設概要

### ホール棟
- ホール
  - 座席数は769席。
- ホワイエ　（ホールロビー）
- 楽屋（1-4）
- リハーサル室

### 附属棟
- 音楽スタジオ
- 会議室
- 練習室（1-3）
- 展示室（1・2）
- 和室（1・2）

## 利用案内
- 住所：岐阜県美濃加茂市島町2丁目5番27号
- 利用時間：8：30～22：30
- 休館日：月曜日（月曜日祝日の場合はその翌日）、年末年始（12月29日～1月3日）

## 交通アクセス

### 公共交通機関
- JR東海高山本線・長良川鉄道「美濃太田駅」下車、徒歩約20分。
- 名鉄広見線「日本ライン今渡駅」下車、徒歩約25分。
- あい愛バスまちなかぐるっと線「文化会館」バス停より徒歩すぐ。

### 自動車
- 東海環状自動車道美濃加茂ICより約10分。

## 周辺
- 加茂警察署
- 可茂総合庁舎
- 中部脳リハビリテーション病院
- 日本ライン
- 太田橋